# Oțelu, Argeș
Oțelu este un sat în comuna Berevoești din județul Argeș, Muntenia, România.
La recensământul din 2021, satul avea o populație de 40 de locuitori.